# Việt Nam vong quốc sử
Việt Nam vong quốc sử (chữ Hán: 越南亡國史) là một tác phẩm do Phan Bội Châu biên soạn bằng chữ Hán vào năm Ất Tỵ (1905). Đây được coi là tác phẩm mở đầu và tiêu biểu nhất trong công tác tuyên truyền cách mạng của ông.

## Nguyên nhân ra đời

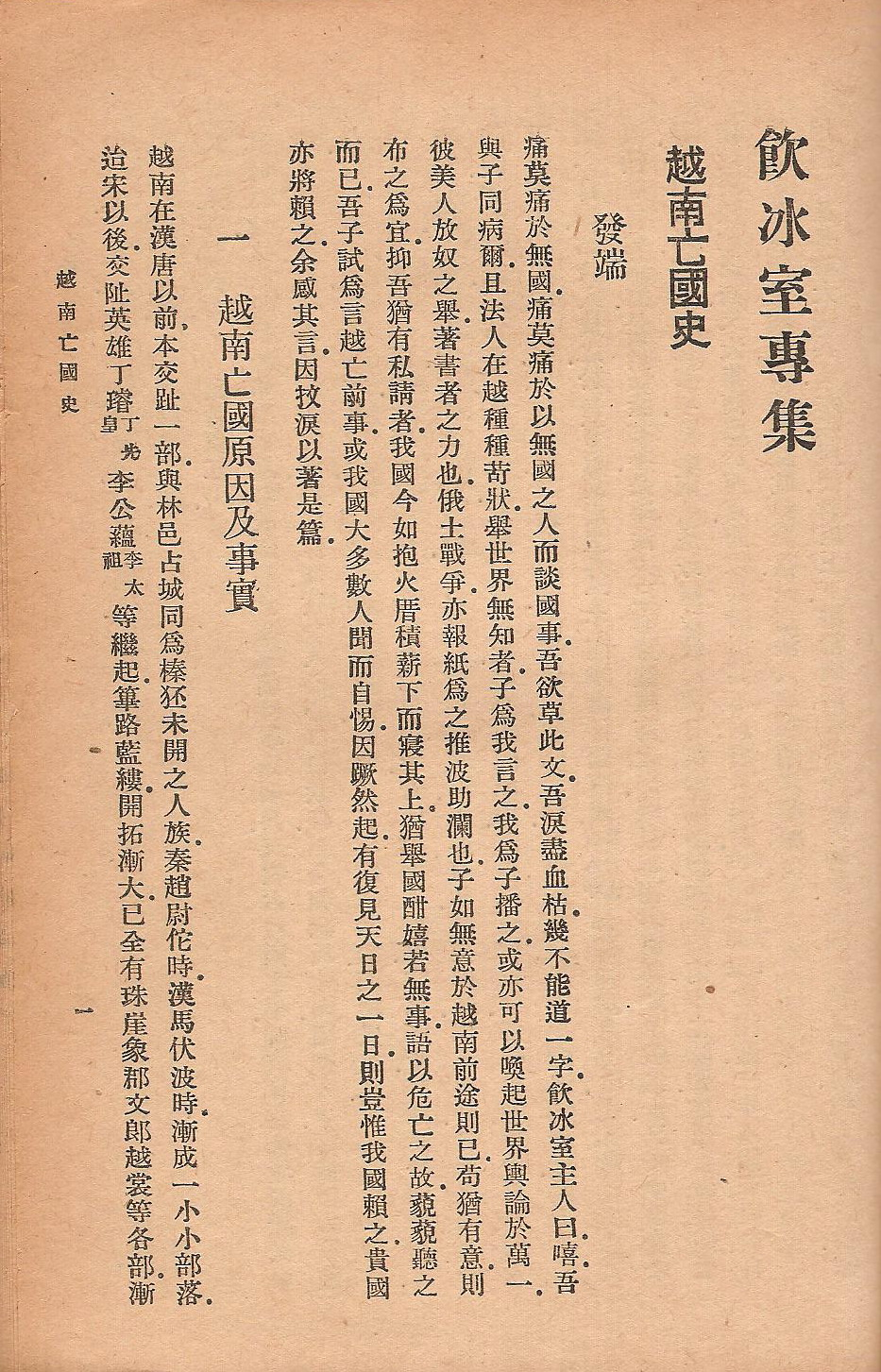
Việt Nam vong quốc sử

Bài mở đầu sách Việt Nam vong quốc sử, Phan Bội Châu viết: 
Không có gì đau bằng người mất nước, cũng không có gì đau bằng người bị mất nước mà bàn việc nước! Tôi muốn viết đoạn sử mất nước này, nhưng đã bao phen lệ cạn huyết khô, mà cơ hồ không viết nổi chữ nào. Nay nhân Ẩm Băng Thất (Lương Khải Siêu, 1873-1929) nói: "Than ôi! Tôi với ông thật là đồng bệnh. Những việc tàn ác của người Pháp thi hành ở Việt Nam, cả thế giới chưa ai biết đến. Ông hãy nói cho tôi rõ, tôi sẽ vì ông mà truyền bá, may ra có thể kêu gọi được dư luận của thế giới"...Tôi nghe nói lấy làm cảm động, gạt nước mắt mà viết cuốn Việt Nam vong quốc sử này.
Trong tập Phan Bội Châu niên biểu viết năm 1929, tác giả cũng đã kể lại rằng sau khi tới Nhật Bản vào đầu năm 1905, ông đã lần lượt gặp nhiều chính khách, trong đó có Lương Khải Siêu và được nhà cách mạng Trung Quốc này khuyên nên dùng thơ văn để tố cáo tội ác của thực dân Pháp. Nhắc lại lần gặp gỡ ấy, Phan Bội Châu viết:
...Nghe Lương (Lương Khải Siêu) nói, óc tôi mở rộng, mắt tôi sáng ra, nghĩ lại những tư tưởng cũng như hoạt động của tôi trước kia thật là lông bông, không có gì khả thủ. Tôi bắt đầu viết cuốn Việt Nam vong quốc sử đưa Lương xem và nhờ xuất bản giúp...
Ở sách Ngục trung thư, Phan Bội Châu cũng nói rõ lý do viết sách này như sau:
...Chúng tôi lấy bút mực nói chuyện. Lương hỏi tôi qua đây (Nhật Bản) có ý gì, lại hỏi tình hình người Pháp cai trị người nước Việt ra sao. Tôi lấy là tiếc lúc ấy chỉ kể đại khái, vì câu chuyện quá dài, không thể một lúc bút đàm mà nói cho hết được. Rồi đó, tôi viết cuốn Việt Nam vong quốc sử, đưa trọn bản thảo cho Lương đem ra in...

## Giới thiệu văn bản
Khoảng đầu năm 1905, Phan Bội Châu viết Việt Nam vong quốc sử, sau đó được Lương Khải Siêu đề tựa và in giúp. Thư cục Quảng Trí (Thượng Hải, Trung Quốc) ấn hành lần đầu tiên vào tháng 9 năm 1905. Năm sau (1906) sách được tái bản, và chỉ tính đến năm 1955, tác phẩm đã được in thêm 3, 4 lần nữa.
Phần đầu sách Việt Nam vong quốc sử (bản in năm 1906) có lời tựa của Ẩm Băng chủ nhân (Lương Khải Siêu), tiếp đến là lời mở đầu và 4 chương chính do tác giả viết.
Bốn chương chính là:
- Nguyên nhân và sự thật về Việt Nam mất nước:

Đại ý nói, triều đình nhà Nguyễn không biết chăm lo tu chỉnh về quân chính, mở rộng dân quyền... khiến nước nhà ngày càng suy yếu. Nhân cơ hội này, người Pháp đến xâm lược Việt Nam. Sau đó Phan Bội Châu thuật qua các cuộc chống Pháp: Ở Nam Kỳ có Nguyễn Huân, Nguyễn Trung Trực, Trương Công Định, Trương Bạch. Ở Bắc Kỳ có Nguyễn Tri Phương, Hoàng Diệu, Nguyễn Cao v.v... Ngoài ra, tác giả còn thuật cả các hành vi của những người Việt theo Pháp...
- Tiểu truyện các chí sĩ lúc nước mất, gồm:

Nguyễn Bích, Vũ Hữu Lợi, Đỗ Huy Liêu, Tống Duy Tân, Nguyễn Đôn Tiết, Đinh Văn Chất, Nguyễn Hiệu, Phan Bá Phiến, Lê Trung Đình, Trần Du, Phạm Toản, Lê Ninh, Hà Văn Mỹ, Nguyễn Sĩ, Nguyễn Hữu Chính, Nguyễn Xuân Ôn, Phan Đình Phùng v.v...
- Tình trạng người Pháp làm khốn khổ, ngu hèn, tối tăm người nước Việt Nam:

Trong phần này tác giả kể khá rõ các thứ thuế do chính quyền thực dân Pháp đặt ra trong thời đó: thuế điền thổ, nhân khẩu, nhà ở, bến đò, sinh tử, trước bạ, hiếu hỉ, thuyền đò, buôn bán, chợ búa, muối, rượu, đình chùa, công nghệ, địa sản, ruộng trồng và các thứ thuế thuốc hút v.v... Ngoài ra còn kể các hành động khác, như: dung túng cho bọn cường hào, bắt con gái lương thiện làm nghề mại dâm...
- Tương lai của Việt Nam:

Tác giả tin tưởng dân tộc Việt luôn có tinh thần quật cường bất khuất, nên nước Việt không thể bị diệt vong... Ở chương này, tác giả chia người Việt thời ấy làm 9 hạng, đặc biệt trong số đó có những người theo đạo Da-tô và người Việt đi lính cho Pháp (tức lính tập). Sau khi lập luận, Phan Bội Châu cho rằng hai hạng người này rồi cũng sẽ vùng lên đánh đuổi quân xâm lăng. Cuối chương, tác giả kết thúc bằng bài ca hô hào, giác ngộ các chú lính tập.
Lần in đầu, sách còn có phần phụ lục là bài Việt Nam tiểu chí ký tên là Tân Dân tùng báo xã viên biên tập.
Ở Việt Nam, dưới thời Pháp thuộc, tác phẩm này được coi là một trong số những "yêu thư, yêu ngôn", bị chính quyền lúc bấy giờ cấm lưu hành và tàng trữ. Tuy nhiên, ngay khi in xong, sách vẫn được bí mật đưa về, nhưng chỉ được phổ biến trong một phạm vi hẹp. Năm 1907, sách Việt Nam vong quốc sử được dùng làm tài liệu học tập của trường Đông Kinh nghĩa thục.
Hiện nay, sách Việt Nam vong quốc sử in lần đầu chỉ còn một bản duy nhất và đang được cất giữ tại Thư viện trường Viễn Đông bác cổ (nay là Thư viện Viện Thông tin Khoa học xã hội ở Hà Nội), mang ký hiệu A. 2559.

## Nhận xét
Nhà cách mạng Lương Khải Siêu, trong bài tựa sách Việt Nam vong quốc sử, bản in năm 1906, có đoạn:
Gần đây, ta gặp một người Việt Nam vong mệnh (ý nói đến Phan Bội Châu), thường khi nói chuyện với ta, ông hay giàn giụa nước mắt!...Ta đọc sách này (Việt Nam vong quốc sử) chẳng những đã thương mà lại còn sợ nữa!
Theo David Marr, thì Việt Nam vong quốc sử là tác phẩm tiêu biểu cả một thời kỳ trong phong trào giải phóng dân tộc Việt Nam.
Trong bài Việt Nam vong quốc sử - Một tác phẩm tiêu biểu của Phan Bội Châu, tác giả Hồ Song viết:
Trong công tác tuyên truyền cách mạng của Phan Bội Châu, Việt Nam vong quốc sử được coi là tác phẩm mở đầu và tiêu biểu nhất của ông…Với những điều mắt thấy tai nghe, lần đầu tiên ông đã dựng lên một bản cáo trạng khá toàn diện và có chiều sâu về tội ác của thực dân Pháp ở Việt Nam... Lên án chủ nghĩa thực dân Pháp, dụng ý của Phan Bội Châu không phải là làm cho người đọc hướng về nội tâm bi phẫn, mà là thúc giục họ đứng lên hành động cứu nước. Vì vậy, ông thuật lại những tấm gương hy sinh anh dũng của những chí sĩ đã bỏ mình vì nước từ buổi đầu chống xâm lược đến thời kỳ ứng nghĩa Cần vương...

## Tầm ảnh hưởng
Trong Phan Bội Châu niên biểu, tác giả kể:
Thượng tuần tháng 8, ông (Phan Bội Châu) đến Quảng Đông (Trung Quốc), vào thăm Lưu Vĩnh Phúc, nhân tiện để yết kiến ông Nguyễn Thiện Thuật là Tham tán Tam Tuyên ngày trước. Đã hơn mười năm nay, ông Thuật nghiện thuốc phiện, nhưng sau khi đọc xong chương trình Duy Tân hội và cuốn Việt Nam vong quốc sử, ông đã đập bàn đèn và tiêm móc, rồi nói to với ông Phan rằng: Các anh là bọn hậu tiến còn lo nghĩ thế này, có lẽ nào tôi cứ sống mãi ở trong vòng đen tối hay sao. Rồi từ đó, ông Thuật quyết chí cai nghiện thuốc phiện.
Trong Việt Nam nghĩa liệt sử của Phan Bội Châu chép: 
Quyền Tổng đốc Lê Khiết vốn là bạn thân và là tùy tướng của Nguyễn Thân. Ông đã từng đi đàn áp nghĩa binh ở Nam Ngãi và Nghệ Tĩnh, nhưng khi đọc sách Việt Nam vong quốc sử thì nước mắt ông chảy ròng ròng, và nói to rằng: Thương thay! Trước đây tôi thiệt là chó má vậy; từ nay trở đi, tôi quyết làm người. Từ đấy, Lê Khiết tham gia cách mạng. Nhân vụ kháng thuế, ông bị khép vào tội xướng loạn và bị án tử hình. Lúc sắp bị chém, ông Khiết còn nói câu: Các vết nhơ do lịch sử nửa đời người, tôi nay lấy máu cổ mà rửa. Vinh hạnh biết chừng nào.
Nhà phê bình văn học Hoài Thanh cho biết:
Chỉ vì đọc Phan Bội Châu mà hàng nghìn thanh niên đã cắt tóc bím, vứt hết sách vở văn chương, nghề cử tử, cùng cái mộng công danh nhục nhã gắn trên đó; lìa bỏ làng mạc, nhà cửa, vợ con, rồi băng ngàn lội suối, bất chấp mọi nỗi đói thiếu, nguy hiểm, khổ sở để qua Xiêm, qua Tàu, qua Nhật mà học hỏi, mà trù tính việc đánh Tây. Đó là một thành công vĩ đại. Trong tác dụng ấy của văn thơ Phan Bội Châu, có Việt Nam vong quốc sử, Hải ngoạị huyết thư đóng góp một phần rất quan trọng.

## Nhầm lẫn
Tác phẩm Việt Nam vong quốc sử ngay từ tháng 9 năm 1905 đã được Lương Khải Siêu cho in thành sách. Đồng thời, ông cũng cho đăng liên tiếp nhiều kỳ trên tờ Tân Dân tùng báo kể từ số 19 (67) ngày 19 tháng 9 năm Minh Trị thứ 38 tại Nhật Bản, ở mục "Tùng đàm" do ông phụ trách. Nhưng vì đầu đề của bài đầu tiên do Lương Khải Siêu đặt là Ký Việt Nam vong thân chi ngôn (Chép lời người Việt Nam mất nước), khiến về sau những người biên soạn Toàn tập Ẩm Băng Thất tưởng Lương Khải Siêu là tác giả, nên đã đưa trọn quyển sách này vào bộ "văn tập" của ông.